# 坎塔加洛 (意大利)
坎塔加洛（義大利語：Cantagallo）是意大利托斯卡纳大区普拉托省的一个市镇。总面积94.93平方公里，人口3073人，人口密度32.4人/平方公里（2009年）。